# Kopalnia Augusta
Kopalnia Augusta – podziemna kopalnia rud srebra i ołowiu oraz barytu w Kamionkach w Górach Sowich, która działała w latach 1887–1900; pozostałe po kopalni wyrobiska podziemne stanowią cenną pozostałość górnictwa w Górach Sowich.
Kopalnia znajdowała się w południowo-zachodniej Polsce, w Sudetach Środkowych w północno-zachodniej części Gór Sowich, na północno-zachodniej ich krawędzi, w zboczu wzniesienia Kokotna Łąka około 0,8 km na północ od centrum Kamionek. Obecnie jej pozostałości są trudno dostępne, a jej penetracja uznawana za niebezpieczną.
Teren kopalni leży w obszarze Natura 2000 PLH 020071 "Ostoja Nietoperzy Gór Sowich".

## Charakterystyka

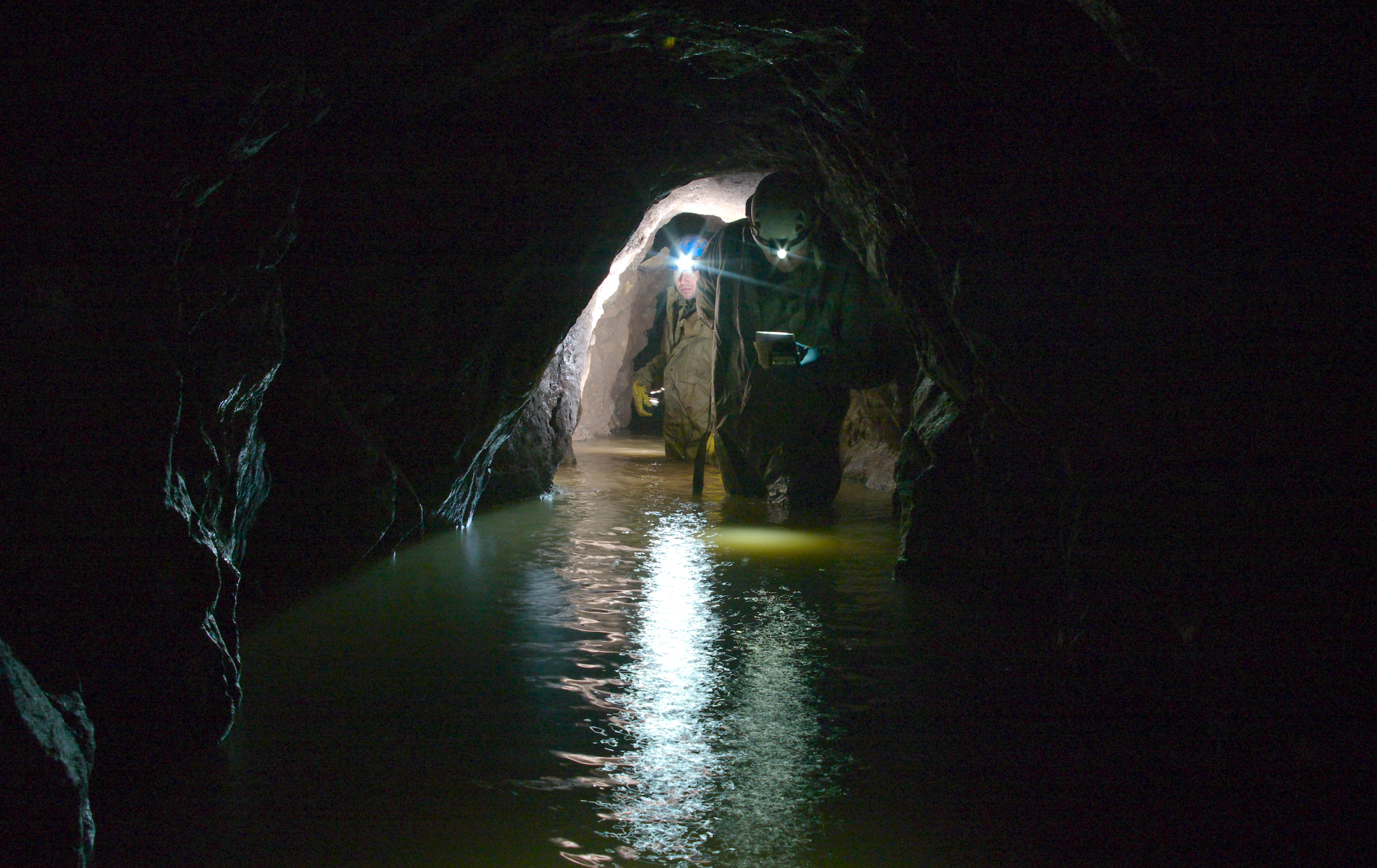
Zalany chodnik na IV poziomie kopalni. Fot. D. Wójcik, K. Krzyżanowski

Kopalnia Augusta należała do typu kopalń podziemnych szybowo-sztolniowych z nadsięwłomowym systemem wybierania złoża. Pokaźnych rozmiarów żyła barytowo-kwarcowa wypełniała tu szczelinę dyslokacyjną w gnejsach. Rozciągłość żyły prawie południkowa, a upad bardzo stromy. W związku z występowaniem złoża w strukturze niemal pionowej, kopalnia przybrała niepowtarzalny wygląd szczeliny wybierkowej, zabudowanej podestami. Obejmowała pięć poziomów, do wnętrza prowadził pionowy szyb, który pierwotnie stanowił Fundpunkt kopalni i sztolnia dojściowa na poziomie „O”, która stanowiła najwyższy poziom, oraz sztolnia odwadniająca na najniższym poziomie. Na poziom I prowadził szybik z powierzchni. Poziom I składał się z dwóch ślepych chodników. Pomiędzy I a II poziomem istniała komora wydobywcza, powstała po wybraniu rudy ze szczeliny systemem nadsięwłomowej eksploatacji. Szczelina między poziomami podzielona była podestami. Z poziomu II do poziomu III prowadziły dwa szybiki o gł. 2 m. Na poziomie III znajdowały się chodniki eksploatacyjne z komorami sondażowymi o dł. 2 m oraz 5 wyrobisk korytarzowych zakończonych przodkami. Na skrzyżowaniu korytarzy usytuowany był szyb o przekroju prostokątnym 2,8x1,5 i głębokości 9,5 m, który prowadził z poziomu III na niższy poziom IV. Przed wlotem dolnej sztolni znajdowało się miejsce wstępnego wzbogacania rudy (niem.: Verleseraum).

## Historia

### Do 1913 r.
Kopalnia Augusta znajdowała się po północnej stronie niewielkiego grzbietu, odchodzącego na wschód od szczytu Kokotnej Łąki (niem. Hahnwiese). Kopalnia prawdopodobnie została założona na starych wyrobiskach poszukiwawczych. Założycielem kopalni był mistrz murarski Reinhard Glogner ze Świebodzic, który w 1887 r. uzyskał koncesję na wydobycie rud w obrębie góry Kokotna Łąka. W okolicy Kokotnej Łąki natrafił na stary, nieczynny szybik, który pozostał po dawnych robotach poszukiwawczych rud srebra. Równocześnie z wydobyciem rudy prowadzono roboty poszukiwawcze. W 1892 r. Glogner natrafił w gnejsach na wychodnie pięciu żył barytowych. Były to żyły rudonośne o grubości od 1,3 do 6 cm. Odnalezioną rudą była galena o zawartości srebra 260 g/tonę. Gloger zaplanował powstanie dwóch kopalń: Augusta i Victoria. Ówczesny Wyższy Urząd Górniczy nie wydał zgody na dwa obszary górnicze w pobliżu siebie. W 1893 r. mierniczy Jaschke dokonał ponownych pomiarów, wyznaczając nowe pole górnicze położone centralnie między planowanymi wcześniej polami nadania, gdzie na jednym z nich prowadzono wydobycie rudy. WUG w 1893 r. zatwierdził pole górnicze kopalni, która przyjęła nazwę Augusta. Właścicielem kopalni była spółka gwarecka, której Glogner był przedstawicielem. W połowie 1894 r. w kopalni Augusta rozpoczęto roboty górnicze związane z rozbudową kopalni, którą prowadziło 4-5 górników. Jednocześnie prowadzono drążenie szybu Gesenkschacht i sztolni położonej poniżej poziomu wlotu szybu. Początkowo kopalnia udostępniona była dawnym szybem pochyłym, który ponownie udrożniono. Eksploatację prowadzono systemem szparowym wybierając resztki rud pozostawione w starych zrobach, wydrążonych ręcznie przy użyciu pyrlika i żelazka na dwóch najwyższych poziomach kopalni. Założono również trzeci poziom, na którym prowadzono roboty poszukiwawcze. Przy drążeniu wyrobisk stosowano materiały wybuchowe. Później założono jeszcze czwarty poziom, położony poniżej poziomu sztolni. Był on udostępniony 9,5-metrowej głębokości ślepym szybikiem. Ze względu na wyczerpanie się złoża zawierającego rudę srebra, kopalnia działała zaledwie do 1900 r., chociaż możliwe, że eksploatowano ją jeszcze przez 2 lata. W kopalni, która znajdowała się w oficjalnych spisach aż do 1913 r., wydobyto łącznie ok. 100 ton rudy.

### Od 1945 r.
W połowie lat 50. XX w. w rejonie kopalni prowadzono prace poszukiwawcze pod kątem występowania barytu. W wyniku badań nie stwierdzono perspektyw do wydobycia na większą skalę.
Kopalnia była wielokrotnie penetrowana przez grupy poszukiwaczy. W latach 2003–2005 kopalnia była badana przez duet Krzysztof Krzyżanowski/Dariusz Wójcik, którzy dokonali pomiarów kopalni i wykonali szczegółową dokumentację fotograficzną. Wyniki ich prac zostały opublikowane w dwóch książkach popularnonaukowych i w miesięczniku „Odkrywca” (nr 4/135/2010).
W 2010 r. najniższy, zalany poziom kopalni był badany przez K. Krzyżanowskiego, D. Wójcika i nurka M. Kopertowskiego.
W lipcu 2018 r. doszło do spotkania przedstawicieli miesięcznika "Odkrywca"  z władzami Pieszyc w sprawie idei udostępnienia kopalni
W listopadzie 2018 r. historia kopalni oraz pomysł jej udostępnienia został opisany w ogólnopolskim czasopiśmie.

## Kalendarium
- 1887 – Reinhard Glogner uzyskuje koncesję na wydobycie rud w obrębie góry Kokotna Łąka i rozpoczyna wydobywanie rudy.
- 1892 – Glogner natrafia w gnejsach na żyły barytowe.
- 1893 – Mierniczy Jaschke dokonuje ponownych pomiarów wyznaczając nowe pole górnicze. 14 listopada WUG (Wyższy Urząd Górniczy) zatwierdza pole górnicze kopalni, która przyjęła nazwę Augusta (zachowana mapa nadania górniczego – Sudety nr 3/2005). Kopalnia figuruje w dokumentach WUG jako „kopalnia ołowiu”.
- 1894 – W połowie roku rozpoczynają się roboty górnicze związane z rozbudową kopalni Augusta, w tym drążenie sztolni odwadniającej.
- 1896 – Sztolnia dociera do trzeciego poziomu kopalni. Szyb kopalni osiąga głębokość 25 m. Mierniczym zostaje A. Mann. Roczne wydobycie wyniosło 35 ton rudy.
- 1899 – Kierownikiem kopalni Augusta zostaje Grundmann.
- 1900 – Zamknięcie kopalni Augusta.
- 1913 – Kopalnia nadal figuruje w spisie kopalń o ważnym nadaniu górniczym, co świadczy o wyczerpaniu najbogatszej części żyły kruszcu i o próbach dalszej eksploatacji rud ołowiu.